# Janhagel
Janhagel, também escrito como Jan Hagel, é um biscoito típico dos Países Baixos. Os janhagels são biscoitos retangulares temperados com canela e decorados com confeitos de açúcar (hagel) e amêndoas laminadas. As primeiras receitas de janhagel datam do século XVIII, e até hoje os biscoitos continuam populares no país.

## Características
Os janhagels são feitos com farinha de trigo, açúcar mascavo, manteiga, canela e ovos. Algumas versões da receita usam spekulaas para temperar a massa, no lugar de utilizar apenas canela. A massa dos biscoitos é coberta com uma camada de amêndoas laminadas e confeitos de açúcar, que dão a aparência característica da receita.
Registros do século XVIII, em Amersfoort, apresentam um biscoito de nome stroopjanhagel, que possuía mel e/ou xarope em sua composição. Na mesma época, em Krimpenerwaard, biscoitos conhecidos como strontjanhagel eram assado por fazendeiros e servidos com café após a limpeza anual de seus estábulos, durante a primavera. 

## Nomenclatura
O nome janhagel é um termo genérico utilizado no neerlandês para designar uma pessoa comum, simplória. A palavra provavelmente surgiu a partir da expressão “de hagel sla hem” (o granito o atingiu), utilizada como uma maldição; acredita-se que o nome dos biscoitos se deva aos cristais de açúcar de sua cobertura, que assemelham-se ao granito ("hegel"). Durante a Segunda Guerra Mundial, membros do Movimento Nacional Socialista nos Países Baixos (NSB) que participavam do grupo paramilitar Nederlandse Landwachter eram chamados de Jan Hagel devido às espingardas que utilizavam. A palavra neerlandesa para o tipo de arma utilizado pelos membros do NSB é hagelgeweer.